# Eintracht Bad Kreuznach
Sportgemeinde Eintracht e.V. 1902 Bad Kreuznach – niemiecki klub piłkarski z siedzibą w mieście Bad Kreuznach, grający w Landeslidze Südwest West, stanowiącej siódmy poziom rozgrywek w Niemczech.

## Historia
Klub został założony w 1902 roku. Przez 11 sezonów występował w pierwszej lidze niemieckiej, w czasach gdy była nią Oberliga. Od czasu ustanowienia Bundesligi najwyższą klasą rozgrywkową, Eintracht nie grał w niej ani razu. Spędził za to jeden sezon w 2. Bundeslidze (1975/1976).

## Reprezentanci kraju grający w klubie
- Vladimir Čonč
- Josef Rasselnberg

## Występy w2. Bundeslidze
| Sezon     | Poziom | Liga              | Miejsce      |
| --------- | ------ | ----------------- | ------------ |
| 1975/1976 | 2      | 2. Bundesliga Süd | 19. (spadek) |